# الأمير فيليب، كونت باريس

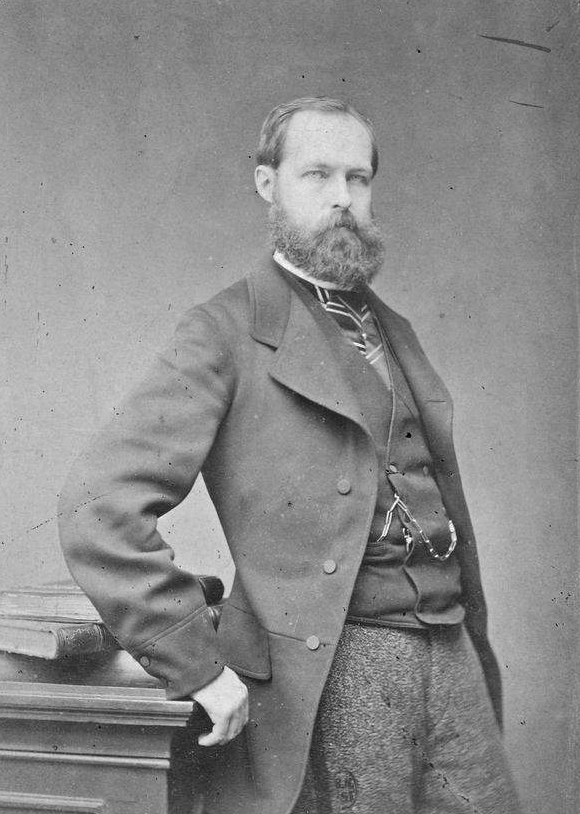
الأمير فيليب، كونت باريس.

الأمير فيليب، كونت باريس (بالفرنسية: Philippe d'Orléans) (اسمه بالكامل:لويس فيليب ألبرت، 24 أغسطس 1838 - 8 سبتمبر 1894) هو حفيد لويس فيليب الأول ملك فرنسا.

## روابط خارجية
- الأمير فيليب، كونت باريس على موقع الموسوعة البريطانية (الإنجليزية)
- الأمير فيليب، كونت باريس على موقع الموسوعة البريطانية (الإنجليزية)